# Inhaminga
Inhaminga é uma vila do distrito de Cheringoma da província de Sofala, em Moçambique. É a sede do distrito.